# Giovanni Giustiniani
Giovanni Giustiniani Longo, né en 1418 à Gênes et mort le 1er juin 1453 à Chios, était un capitaine et condottiere génois à l'œuvre en Orient. Il était membre de la famille Giustiniani, l’une des plus prestigieuses de la république de Gênes et parent de la puissante maison Doria. Il fut podestat de Caffa, amiral et par la suite protostrator de l’Empire romain d’Orient. Il trouva la mort, à Chio (colonie génoise de l'Empire Byzantin) en raison des blessures subies lors de la défense de Constantinople contre l'assaut ottoman.

## Biographie
Sa date de naissance exacte est inconnue ; probablement en 1418. On sait seulement qui est né à Gênes d'une importante famille et que dans sa jeunesse a fait de nombreux raids et actes de piraterie dans les îles grecques.
Ancien podestat de Caffa, il est un des seuls renforts que reçoit Constantinople avant sa prise par les Ottomans dirigés par Mehmed II. Finançant lui-même son expédition car la république de Gênes refuse de s’engager militairement contre l’Empire ottoman, il arrive, le 28 janvier 1453, à la tête de deux navires et 700 hommes (400 Génois et 300 Grecs venus des îles Égéennes), il est très bien accueilli par Constantin XI.
Selon l’historien Critobule d'Imbros, il serait venu à Constantinople après que Constantin lui avait promis de lui céder Lemnos, en cas de victoire. En réalité, il semble plutôt que l’empereur lui ait promis l’île de Lemnos après son arrivée à Constantinople. Quoi qu’il en soit, il reçoit, lors du siège, la responsabilité de la défense des murailles terrestres de la ville qu’il inspecte rigoureusement et fait restaurer si besoin est. Il demande notamment à Gabriele Trevisano de restaurer les douves proches du rempart des Blachernes.
Le jeudi 5 avril 1453, le sultan Mehmet II envoya un ultimatum à l'empereur Constantin promettant de lui laisser la vie sauve ainsi que celles de ses citoyens s'ils se rendaient ; il a également promis qu'il n'y aurait pas de pillage. Mais Constantin refusa et Mehmet, voyant qu'il n'avait pas de réponse, commença le lendemain le bombardement des murs de la ville.

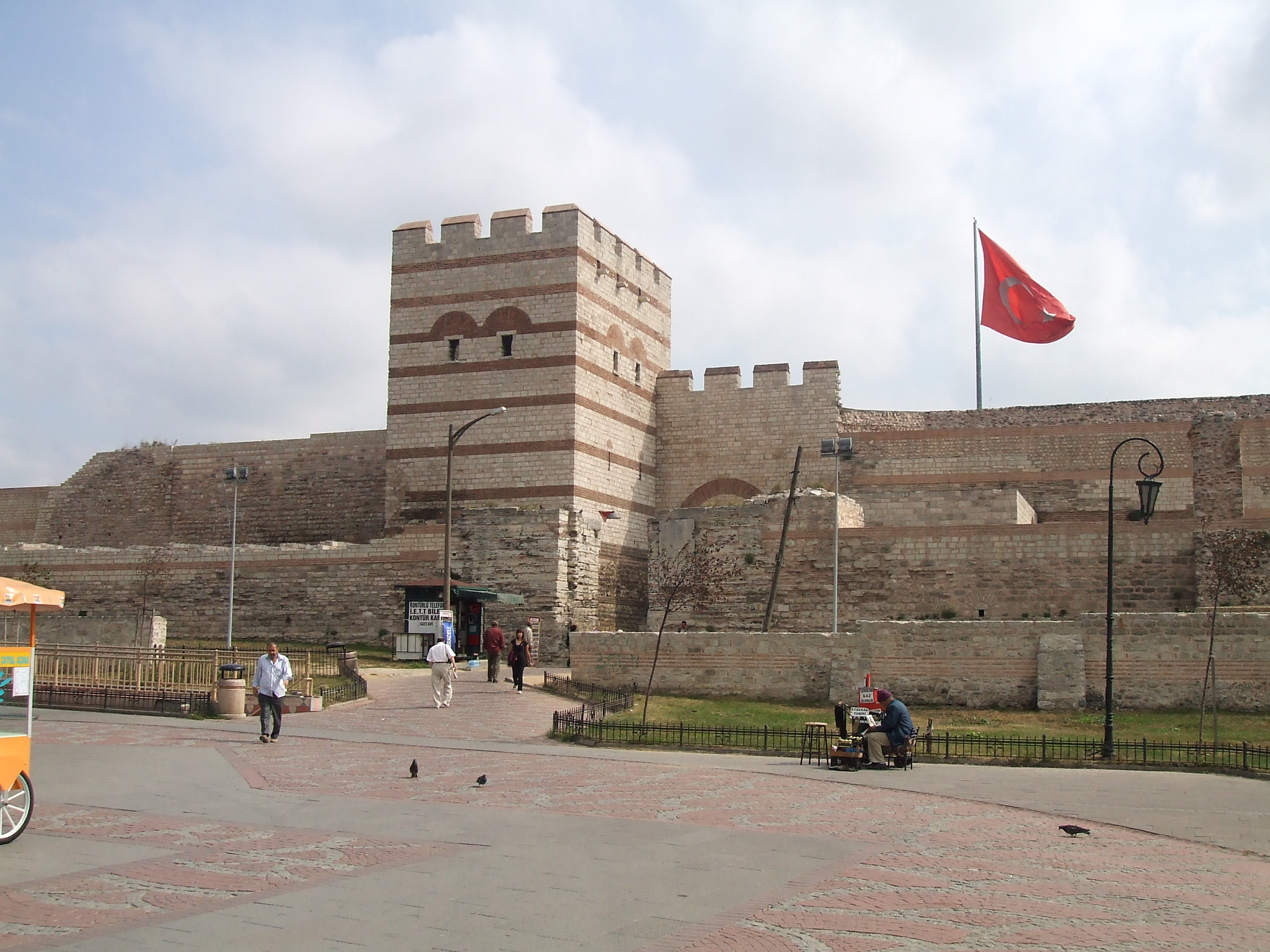
Porte Saint-Romain, aujourd'hui Porte de Topkapı

Giustiniani et 400 de ses hommes se battent, durant la grande partie du siège, au niveau de la Porte Saint-Romain, le point de la capitale romaine le plus exposé aux Ottomans. Au côté de l'empereur lui-même et de ces gardes impériaux. Il se bat avec un grand courage pendant toute la durée du siège et est légèrement blessé le 27 mai, ce qui ne l’empêche pas de reprendre rapidement son poste. Toutefois, il a, vers la fin du siège, un malentendu avec l’amiral romain Lucas Notaras. Il voulait amener la faible artillerie romaine dans son secteur ce que Notaras refuse, prétextant qu’elle est plus utile sur les murailles insuffisamment protégées bordant la Corne d’Or. Toutefois, Constantin XI finit par trancher en faveur de Giustiniani.
Quand Mehmet II apprit l'existence de ce brave général génois, il a essayé de le corrompre mais Giustiniani répondit par un non catégorique, car il n'était pas homme à revenir sur sa parole et avait juré allégeance à Constantin XI Paléologue.
Le siège dura un mois et demi, et le sultan ordonna une suspension de l'attaque pendant trois jours afin de préparer l'assaut final. Les Byzantins ayant appris la nouvelle, pris de désespoir, firent célébrer une messe à Sainte Sophie. Giustiniani était assis à côté de l'empereur. A la fin de l'office Constantin s'est dirigé vers l'autel pour prononcer un bref discours. Il y remerciait toutes la population, le clergé et enfin les Latins venus au secours de Constantinople. Un remerciement particulier fut adressé à Giovanni Longo Giustiniani, affirmant qu'il n'aurait jamais pensé qu'un Génois aurait combattu avec autant de courage et de loyauté envers Constantinople. Constantin réussit un jour à réunir les deux églises catholique et orthodoxe, réunies dans la même église.
Finalement le soir du 28 mai 1453, lors de l’assaut final des Ottomans, il est mortellement blessé. La nature de la blessure diffère selon les sources : Georges Sphrantzès parle d'une blessure au pied, Laonikos Chalcondylès d’une blessure à la main, Léonard de Chio d'une flèche l'ayant touché à l’aisselle, et Critobule d’Imbros d'une balle de couleuvrine dans la poitrine ; c'est cette dernière version qui est retenue par Steven Runciman.
Il est transporté dans sa tente avant d’être embarqué à bord d’un navire, qui part, peu après, pour Chios, malgré les exhortations de Constantin, qui le supplie de rester. Il meurt très certainement, lors du trajet. Son départ provoque un vent de panique parmi les défenseurs, et notamment parmi les Génois, ce qui contribue à l’écroulement de la défense de la ville. De nombreux chroniqueurs du siège portent un jugement très dur à propos de Giustiniani, du fait de son départ. Toutefois, il a globalement fait preuve d’un grand courage et d’une grande efficacité dans la défense de la ville.
Lorsque Mehmet II apprend sa mort, il souhaita que les funérailles soient célébrées à Constantinople, où le Génois est considéré par le sultan comme un homme héroïque aux multiples qualités. Il alla jusqu'à affirmer qu'à lui seul il valait plus que toute la défense byzantine réunie.

## Médias

### Littérature
Giovanni Giustiniani est un personnage majeur des romans historiques Les Amants de Byzance (1952) et Porphyry and Ash (2019), tous deux consacrés à la chute de Constantinople.

### Cinéma
- İstanbul'un Fethi (1951), il est interprété par Kemal Ergüvenç (tr).
- Constantinople (2012), il est interprété par Cengiz Coşkun.

### Télévision
- L'Essor de l'Empire ottoman (2020), il est interprété par Birkan Sokullu (en).